# Gary Brandner
Gary Phil Brandner (Sault Ste. Marie (Míchigan), 31 de mayo de 1930 – Reno (Nevada), 22 de septiembre de 2013) fue un escritor de terror conocido por la trilogía de novelas The Howling. El primer libro de la serie fue adaptado a una película de 1981. El segundo y el tercer libro de la saga, publicados en 1979 y 1985 respectivamente, no tuvo su asociación en películas, aunque estuvo involucrado en la escritura del guion de la segunda película Howling, Howling II: Your Sister Is a Werewolf.[cita requerida] El cuarto libro de la serie The Howling, Howling IV: The Original Nightmare, es la adaptación más cercana a la novela original de Brandner, aunque esto también varía hasta cierto punto.[cita requerida]
Su novela de Walkers fue adaptada para la televisión con el nombre From The Dead Of Night. También escribió el guion de la película de 1988 La habitación del miedo (Cameron's Closet).

## Carrera
Nacido en el Medio Oeste aunque viajó mucho durante su época de formación, Brandner publicó más de 30 novelas, más de un centenar de historias cortas, y algunos guiones. Después de graduarse en 1955, trabajó como boxeador, camarero, investigador de compañías de préstamos, redactor publicitario y escritor técnico antes de pasar a la escritura de ficción. Brandner vivía con su esposa, Martine Wood Brandner, y varios gatos en Reno, Nevada.
Murió de un cáncer de esófago en 2013.

## Novelas

### Serie The Big Brain
- The Aardvark Affair  (1975)
- The Beelzebub Business (1975)
- Energy Zero (1976)

### Serie The Howling
- The Howling  (1977)
- The Howling II (1979)
- The Howling III: Echoes (1985)

### Independientes
- The Players  (1975)
- Offshore  (1978)
- Walkers  (1980)
- A Rage in Paradise  (1981)
- Hellborn  (1981)
- Cat People  (1982)
- Quintana Roo  (1984)
- The Brain Eaters  (1985)
- The Wet Good-Bye  (1986)
- Carrion  (1986)
- Cameron's Closet  (1986)
- Floater  (1988)
- Doomstalker  (1989)
- The Boiling Pool  (1995)
- Mind Grabber  (1999)
- The Experiment  (1999)
- Rot  (1999)
- Billy Lives  (2012)
- The Sterling Standard  (2012)